# Папіруси з Геркуланума

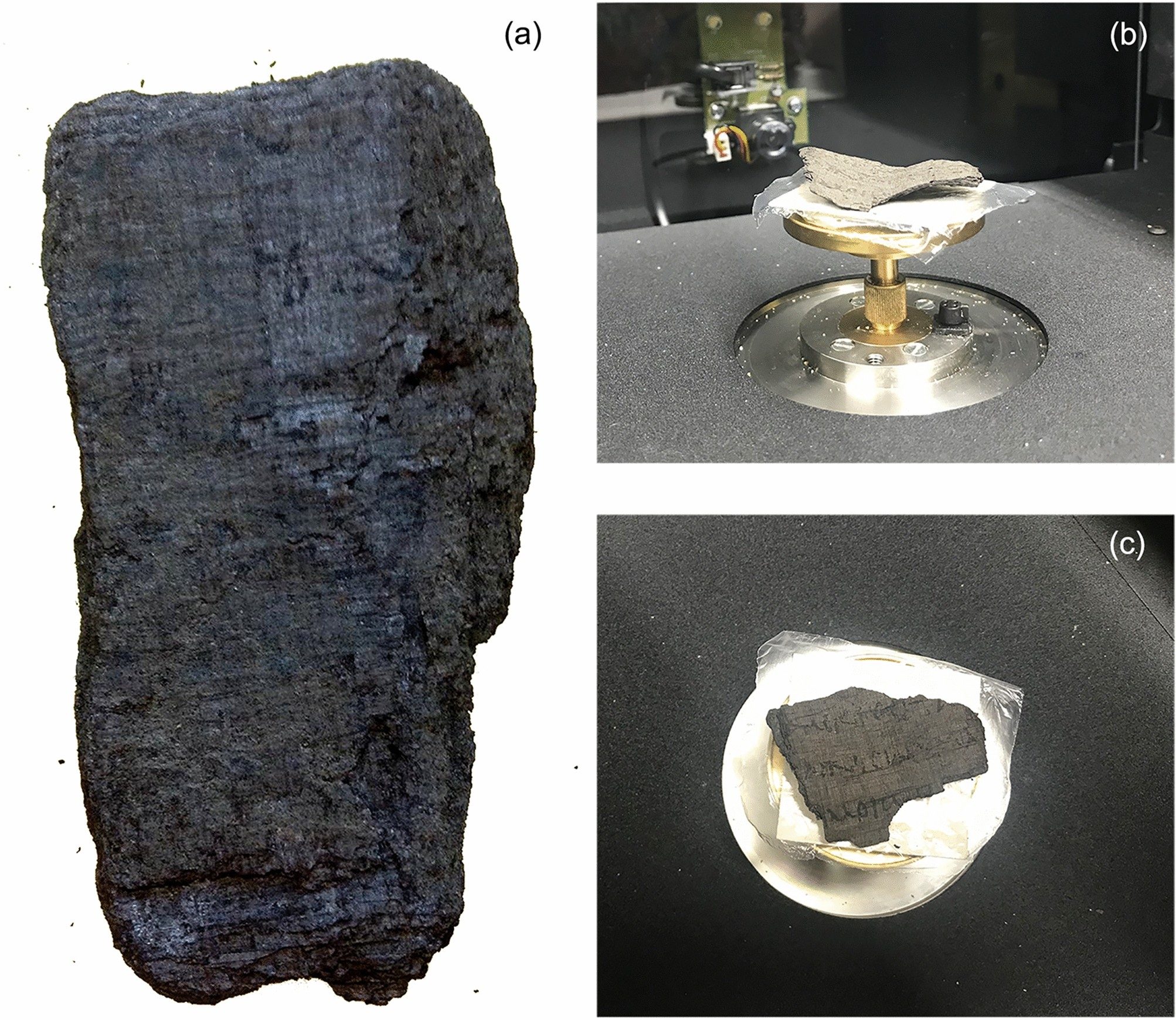
Фотографії фрагментів PHerc. 1103 (a) і PHerc. 110 (b,c). Контраст і яскравість зображення були покращені, щоб візуалізувати видимі неозброєним оком деталі на їх зовнішній поверхні.

Геркуланумські папіруси — це антична бібліотека, що містила понад 1800 сувоїв папірусу, її залишки знайдені у XVIII столітті на Віллі папірусів у Геркуланумі. Коли 79 року н.е. вілла була похована в товщі вивержених Везувієм викидів, папіруси обвуглились.
Прочитані рукописи містять тексти грецьких філософів, таким чином це єдина вціліла в такому обсязі антична бібліотека. Однак читати сувої надзвичайно складно, адже існують ризики їх знищення при розгортанні та вивітрення давнього чорнила. Значна кількість сувоїв були втрачені через спроби вчених минулого прочитати їх. Протягом століть робота з цими рукописами сприяла розвитку технологій реставрації та зберігання документів, створених на папірусі.
Багато античних текстів, на які посилаються відомі нам класичні твори, втрачено. І є надія, що робота з цими папірусами дозволить знайти деякі з них. Наприклад, на початку 2023 року серед сувоїв з Геркуланума була знайдена раніше відома лише за згадками історична праця про елліністичні царства. Аж 44 знайдені твори були написані епікурейським філософом і поетом Філодемом (І століття до н.е.), жителем Геркуланума, який, можливо, був засновником цієї бібліотеки або ж його бібліотека ввійшла в зібрання на Віллі папірусів.

## Відкриття

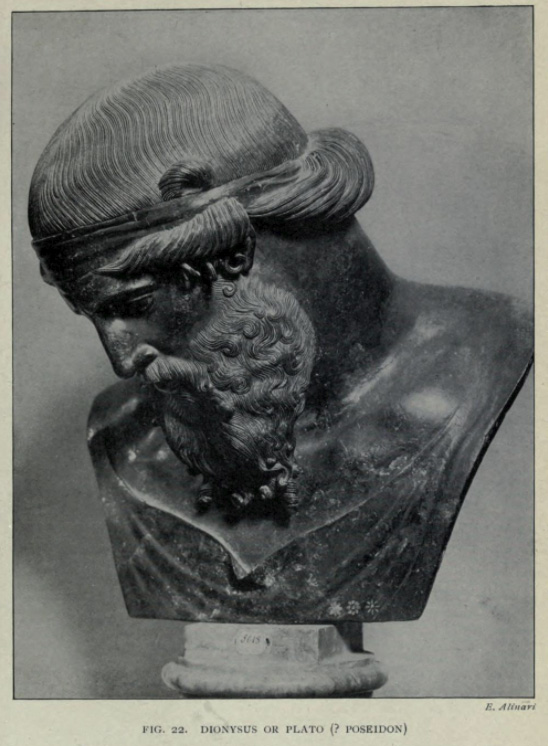
Скульптура Діоніса, Платона або Посейдона, знайдена на Віллі папірусів.

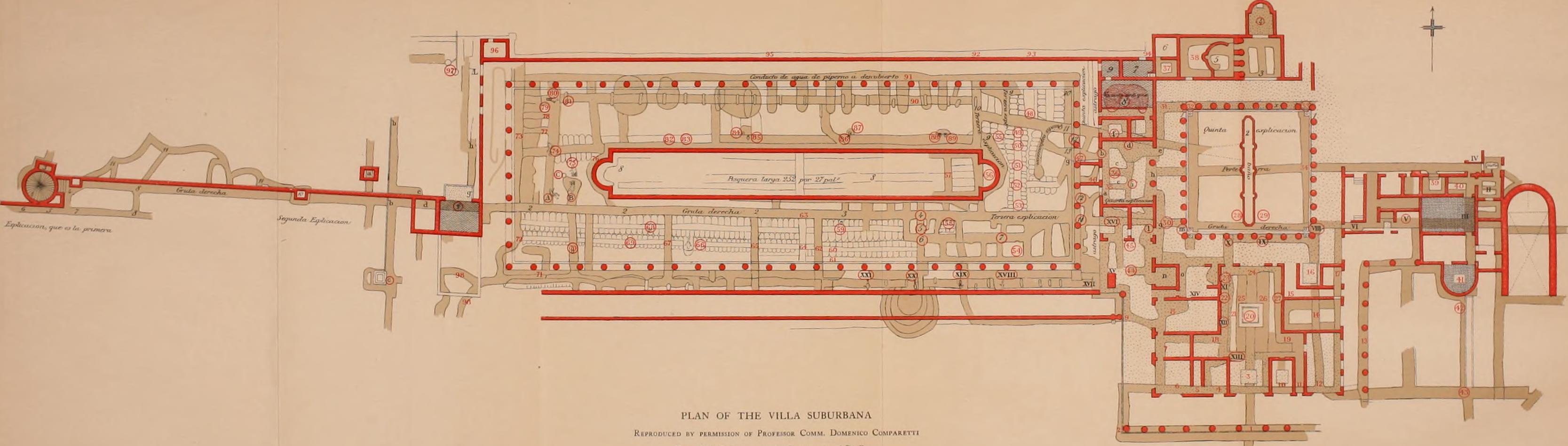
Карта Вілли папірусів.

Через виверження вулкана Везувій у 79 році нашої ери сувої були частково обвуглені через інтенсивний жар пірокластичних потоків. Цей процес відбувався протягом надзвичайно короткого періоду в приміщеннях без кисню, в результаті сувої перетворились на компактні та дуже крихкі блоки. Надалі вони були капсульовані в шарах цементоподібної породи.
Про локалізацію античного Геркулануму не було точних даних і його знайшли випадково, коли в 1710 році місцевий селянин, прорубуючи колодязь, натрапив під землею на мармурові руїни амфітеатру. З кінця 1730-х рр. Карл ІІІ з династії Бурбонів, правитель Неаполітанського королівства (яким він правив під ім'ям Карл VII), ініціював продовження розкопок на місці стародавнього Геркуланума. Його робітники 1752 року виявили те, що зараз відомо як Вілла папірусів. Можливо, нижня частина колекцій вілли все ще залишається похованою.

Етель Росс Баркер у своїй книзі Buried Herculaneum («Похований Геркуланум») 1908 року докладно описала обставини знахідки і стан папірусів, що 18 століть пролежали на глибині 37 метрів під вулканічними туфами:
|  | Вони були знайдені в чотирьох локаціях… Восени 1752 року в таблінії та поблизу нього перші 21 сувій і фрагменти, складені у двох дерев'яних скринях. Навесні 1753 ще 11 сувоїв у кімнаті на південь від таблінія, а влітку того ж року 250 сувоїв у кімнаті на північ від нього. Навесні та влітку 1754 знайдені ще 337 грецьких і 18 латиномовних папірусів у бібліотеці. Від того часу жодних важливих знахідок не було… Враховуючи всі фрагменти, каталог містить… 1806 од. З них 341 майже цілі, 965 манускриптів мають пошкодження різного ступеню і ще 500 є повністю обвугленими частками. Оригінальний текст (англ.) They were found in four places on four occasions. The first were found in the autumn of 1752, fourteen years after the first discovery of Herculaneum, in and near the tablinum, and only numbered some 21 volumes and fragments, contained in two wooden cases. In the spring of 1753, 11 papyri were found in a room just south of the tablinum, and in the summer of the same year, 250 were found in a room to the north. In the spring and summer of the following year, 337 Greek papyri and 18 Latin papyri were found in the Library. Nothing of any importance was discovered after this date. Including every tiny fragment found, the catalogues give 1756 manuscripts discovered up to 1855, while subsequent discoveries bring the total up to 1806. Of these, 341 were found almost entire, 500 were merely charred fragments, and the remaining 965 were in every intermediate state of disintegration. |

Через зародковий стан наук у ті часи велика кількість сувоїв була втрачена при розкопках або подальших спробах прочитання.

### Розкопки
Перші розкопки в Геркуланумі почались у 1710-ті роки. Виглядали вони подібно до гірничих видобутків, адже в вулканічній породі прокладались шахтні стовбури та горизонтальні підземні галереї. Робітники клали знахідки в кошики і відправляли їх на поверхню. Спонсоровані аристократами, розкопки мали на меті пощук скарбів і предметів мистецтва, що опинялися в колекціях цих аристократів. Через ці грабіжницькі методи сучасний вигляд розкопаних пам'яток Геркуланума дає дуже бліде уявлення про їх кращі часи.  
З кінця 1730-х за всебічної підтримки добре освіченого монарха і мецената Карла VII Неаполітанського (1716–1788) роботи в Геркуланумі очолювали Роке Хоакін де Алькуб’єр (військовий інженер родом із Сарагоси) і Карл Якоб Вебер (швейцарський архітектор та інженер). В 1752 вони знайшли і почали дослідження Вілли папірусів. Методи де Алькуб’єра виглядали радше хижацьким пошуком скарбів і завдали багато шкоди пам'ятці, принісши на поверхню декілька чудових бронзових і мармурових виробів. Натомість Карл Якоб Вебер намагався запроваджувати новаторські для його часу методи цілісних розкопок приміщення із особливою увагою до розташування і контексту знахідок. Він залишив докладні схеми розкопів. Утім пам'ятка продовжувала руйнуватись: ходи між кімнатами вілли прокладали через прикрашені мозаїками стіни, некваліфіковані робітники завдавали багато шкоди вмісту культурного шару пам'ятки.
Після перерви в розкопках, викликаної виходами отруйного газу, а потім наполеонівськими війнами, роботи в Геркуланумі продовжились у кінці 1820-х. Е. Р. Баркер так описала це у своїй книзі 1908 року «Похований Геркуланум»: «Франциск I наказав викупити земельні ділянки, і в 1828 році під керівництвом Карло Бонуччі розпочали розкопки на двох ділянках на віддалі 46 м. У 1868 році було викуплено ще більше землі, і розкопки розширювались у східному напрямку до 1875 року. Загальна площа розкопу має розміри 1510 на 756 метрів. Його межами на півночі та сході відповідно є вулиці (сучасного містечка Ерколано) Віко ді Маре та Віко Феррара. Лише тут можна побачити частину стародавнього Геркуланума під відкритим небом».
Розташування знахідок на Віллі папірусів свідчить, що бібліотеку та інші цінності готували до евакуації, проте навряд встигли з нею. Невідомо, скільки папірусів було в бібліотеці до виверження Везувія, оскільки багато сувоїв знищили при розкопках, викинули на відвали або спалили як звичайне вугілля робітники, втратили або незумисно знищили при дослідженні тогочасні вчені. У 90-х роках повідомлялося, що каталог налічує 1826 папірусів, з яких понад 340 майже повні, близько 970 частково зруйновані та частково розшифровані, а понад 500 дістались нам у вигляді обвуглених фрагментів.
У відкритому листі 2016 року вчені просили владу Італії розглянути можливість проведення нових розкопок, оскільки передбачається, що на цьому місці може бути поховано ще багато папірусів. Автори стверджують, що «вулкан може знову вивергнутися і зробити віллу фактично недосяжною» і «майбутнє не пробачить нам, якщо ми змарнуємо цей шанс. Розкопки повинні продовжуватися».

### Доля деяких сувоїв після розкопок
У 1802 році король Неаполя Фердинанд IV надіслав шість сувоїв Наполеону Бонапарту як дипломатичний подарунок. Франческо Кареллі привіз їх у Францію разом з іншими скарбами 1803 року. Отримавши сувої, Наполеон передав їх Інституту Франції, який очолювали вчені Гаспар Монж і Домінік Віван (перший директор музею Лувр).
У 1810 році вісімнадцять розгорнутих папірусів були передані Георгу IV, чотири з яких він подарував Бодліанській бібліотеці; решта з них зберігаються зараз у Британській бібліотеці.

## Дослідження

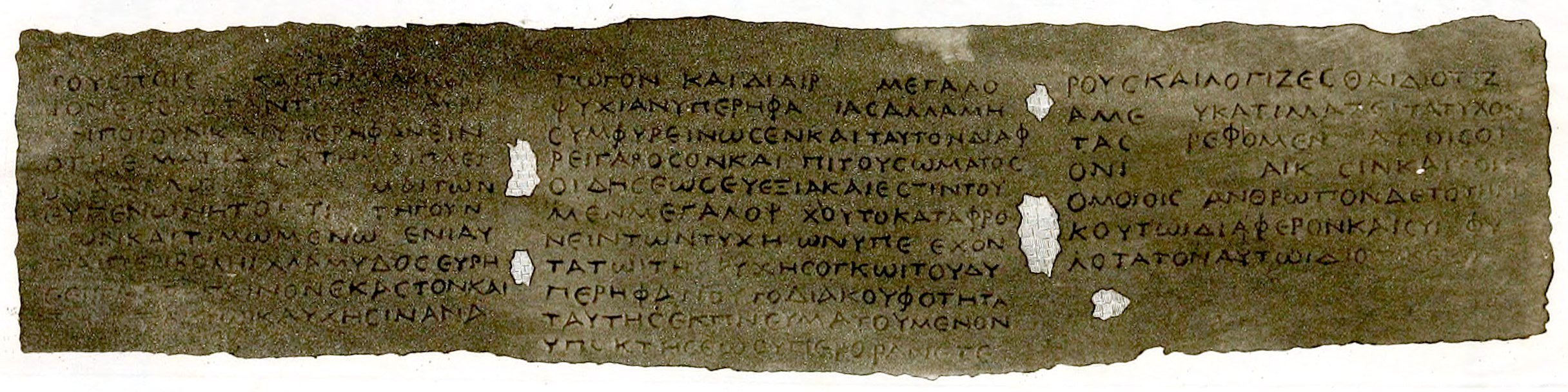
Ілюстрація обвугленого папіруса в книзі Джакомо Каструччі Tesoro letterario di Ercolano Неаполь, 1858.

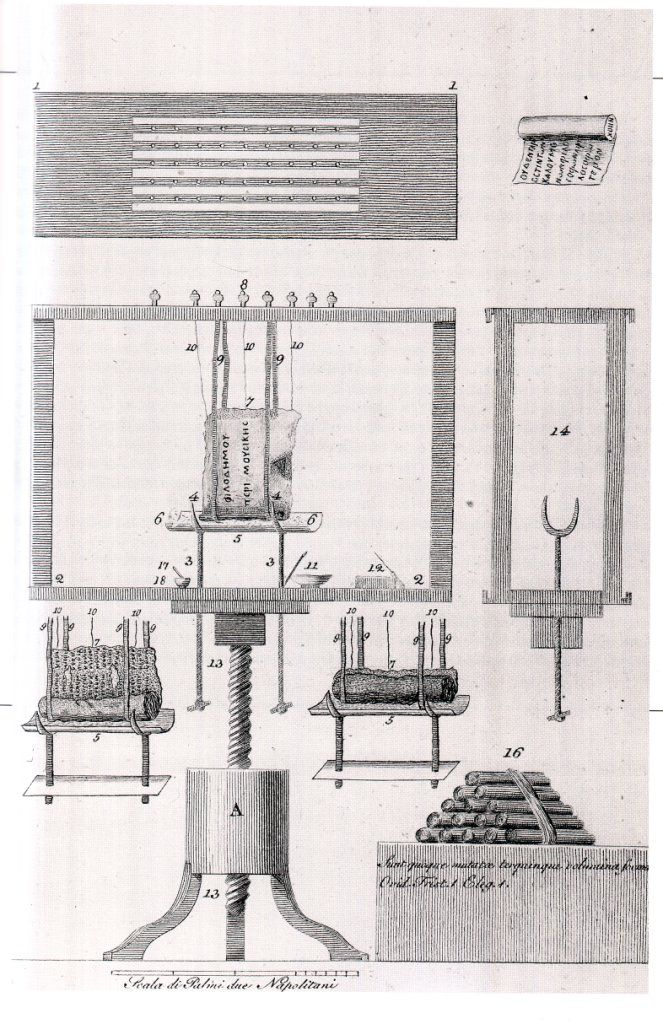
Машина абата Антоніо П'яджіо використовувалась для розгортання сувоїв ще в 1756 році у бібліотеці Ватикану.

В ранніх спробах прочитання вчені використовували трояндову воду, рідку ртуть, сполуки сірки, суміш етанолу з гліцерином та теплою водою та інше. Однак без великого успіху. За висновком доктора Віто Моцелли, "барвник, який виготовляли на основі вуглецевих сполук, не вирізняється на тлі обвугленого папіруса". Це вірно не лише для неозброєного ока, а й для чутливої рентгенівської мікрокомп’ютерної томографії (мікро-КТ). Навіть спроби просто розгорнути сувої часто пошкоджували або повністю знищували їх. Якщо ж сувій було успішно розкрито, оригінальне чорнило починало вивітрюватись. Крім того, спосіб розгортання часто залишав сторінки склеєними разом, пропускаючи або й знищуючи написи на них.
Після відкриття Геркуланумських папірусів король Неаполя Карл VII за порадою Бернардо Тануччі створив комісію для їх вивчення.
Ймовірно, перші спроби прочитати сувої були зроблені художником Камілло Падерні, який відповідав за знайдені речі. Падерні використовував метод розрізання сувоїв навпіл, копіюючи читабельний текст і видаляючи нечитабельні шари папірусів. Цій процедурі піддали сотні сувоїв, і в процесі вони були здебільшого знищені.
У 1756 році абат П’яджіо, хранитель стародавніх рукописів у бібліотеці Ватикану, використав машину, яку сам же й винайшов. Щоб розгорнути перший сувій йому знадобилося чотири роки (лічені міліметри на день). Зникаючі в ході роботи написи копіювались, їх переглядали елліністи, потім іще раз, якщо було необхідно, виправляла команда П’яджіо.
У 1802 році неаполітанський король Фердинанд IV призначив керувати дослідженнями британського антикознавця, священика Джона Хейтера. Завдяки його праці близько 200 папірусів були розгорнуті, близько сотні скопійовані та опубліковані в Лондоні.
У січні 1816 року П'єр-Клод Молард і Рауль Рошетт спробували розгорнути один папірус із копією машини абата П'яджіо. Однак весь сувій було знищено без отримання будь-якої інформації.
Працювали з папірусами і в інших країнах. 1816 р. у Франції невдала спроба з використанням репліки машини П'яждіо призвела до повної втрати одного манускрипту. А в Англії в 1819-1820 рр. Гамфрі Деві досяг обмеженого успіху: використовуючи хлорний розчин, він зумів частково розгорнути 23 папіруси. У 1877 році ще один папірус був доставлений в лабораторію Лувру. Його намагалися розплутати «малим млинком», але знов невдало, з частково зруйнованого рукопису неушкодженою залишилася лише чверть.
До середини 20 століття було повністю розгорнуто лише 585 сувоїв або фрагментів і ще 209 розгорнуто частково. З розгорнутих папірусів близько 200 було розшифровано й опубліковано, а близько 150 лише розшифровано.

Основна частина збережених рукописів зберігається в Бюро папірусів Геркуланума Національної бібліотеки Неаполя.

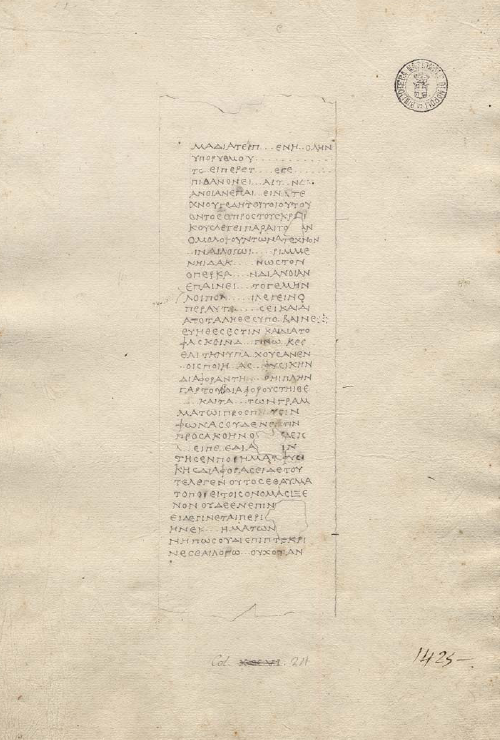
Папірус 1425 (De poem), намальований Джузеппе Казановою, бл. 1807 рік

У 1969 році Марчелло Джіганте заснував Міжнародний центр вивчення папірусів Геркуланума (Centro Internazionale per lo Studio dei Papiri Ercolanesi; CISPE). Маючи на меті відновлення розкопок Вілли папірусів і поновлення досліджень текстів Геркуланума, установа запровадила новий метод розгортання.
З 1999 року всі розгорнуті папіруси були оцифровані в Університеті Брігама Янга методом мультиспектрального зображення (MSI). У проекті взяли участь міжнародні експерти та відомі науковці. 4 червня 2011 року оголосили, що завдання з оцифрування 1600 папірусів з Геркулануму завершено. Згаданий метод помагає підсвітити чорнило, адже воно та обвуглений папірус мають різну відбивну здатність в інфрачервоному діапазоні 950 нм. Отримані зображення насправді не є "багатоспектральними", а складаються лише з даних, отриманих у цьому діапазоні 950 нм.
2019 року багатонаціональна європейська команда повідомила, що короткохвильове інфрачервоне гіперспектральне зображення (SWIR HSI), яке поєднує кілька смуг у діапазоні 1000-2500 нм, виявляє чорнило на розгорнутих папірусах краще, ніж на 950 нм.

### Віртуальне розгортання
Декілька дослідницьких груп запропонували працювати з рентгенівською фазово-контрастною томографією (XPCT, «фазово-контрастний КТ»), а також із синхротронним джерелом світла. Запропонований метод передбачає три етапи: об'ємне сканування, сегментація, генерація шарової текстури та відновлення.
З 2007 року команда Інституту папірології (Institut de Papyrologie, Страсбург) та вчених з Кентуккі, використовує рентгенівські промені та ядерний магнітний резонанс для аналізу артефактів.
У 2009 році Інститут Франції спільно з Французьким центром наукових досліджень опублікували зображення двох непошкоджених папірусів, створені за допомогою рентгенівської мікрокомп’ютерної томографії (мікро-КТ), щоб виявити внутрішню структуру сувоїв. Команда проекту підрахувала, що якби сувої були повністю розгорнуті, вони мали б довжину 11 та 15 метрів. Виявилося, що компактність і заплутаність внутрішньої структури сувоїв перевищує можливості комп’ютерних алгоритмів, які розробила команда. На жаль, на зображеннях не видно чорнила, оскільки чорнило на основі вуглецю не видно на карбонізованих сувоях. Однак деякі сувої були написані чорнилом зі свинцем.

#### Везувій-челендж

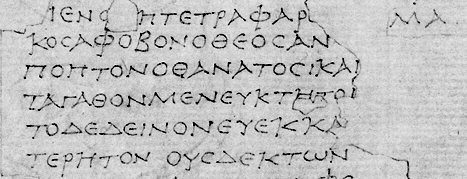
Копія папіруса з записом епікурейського тетрафармакоса в «Протистоянні Софістові» Філодема – (P.Herc. 1005), кол. 5

У 2023 році підприємці Нат Фрідман, Деніел Гросс і вчений-комп’ютерник Брент Сілес оголосили Vesuvius Challenge, конкурс на «дешифрування сувоїв Геркуланума за допомогою 3D-рентгенівського програмного забезпечення». Головний приз цього наукового змагання у розмірі 700 000 доларів був обіцяний першій команді, яка зможе добути обширні уривки тексту з двох неушкоджених сувоїв за допомогою 3D-рентгенівського сканування.
12 жовтня 2023 року 40 000 доларів США отримав Люк Фаррітор, 21-річний студент Університету Небраски за успішне виявлення першого слова в нерозкритому сувої: пурпур (дав.-гр. ΠΟΡΦΥΡΑϹ, латиніз. Пурпуровий колір). З урахуванням цієї важливої нагороди за «перше слово» проект сплатив загалом 260 000 доларів США за розробку інструментів сегментації та виявлення чорнил на сегментованих шарах.
5 лютого 2024 року команда Везувій-челенджу присудила свій головний приз у розмірі 700 000 доларів переможцям та ще по 50 000 доларів двом іншим групам, які посіли друге місце, за успішне "віртуальне розгортання" сувою PHerc. Paris. 4 і прочитання понад 5 % його тексту, а також оголосив про мету на 2024 рік: розкрити 90 % з чотирьох сувоїв, що наразі повністю проскановані. Вважається, що знайдений текст є раніше невідомим текстом Філодема, «зосередженим на задоволеннях від музики та їжі та їхньому впливі на почуття».

## Значення папірусів
| “                                     | Кожен, хто цікавиться античністю, буде в захваті отримати ще хоча б один абзац тексту, ще одну главу… Перспектива отримати сотні книг більш ніж приголомшлива. Оригінальний текст (англ.) [Anybody who focuses on the ancient world is always going to be excited to get even one paragraph, one chapter, more... The prospect of getting hundreds of books more is staggering.] Помилка: {{Lang}}: текст вже має курсивний шрифт (допомога) | ” |
| —Роджер МакФерлейн (Roger Macfarlane) | |   |

До середини 18-го століття єдиними відомими рукописами на папірусі були кілька зразків уцілілих з середньовіччя. Швидше за все, такі сувої у середземноморському кліматі розсипалися б або були втрачені в карколомній історії регіону. Знахідки з Геркуланума, єдина вціліла бібліотека античності є унікальними і з точки зору носіїв інформації, і зафіксованих на них текстів.
Ці папіруси містять велику кількість грецьких філософських текстів. Ймовірний зв'язок бібліотеки з Філодемом Гадарським визначає переважання епікурейських текстів. Серед них є значні частини книг XIV, XV, XXV і XXVIII великого твору Епікура «Про природу» та праці ранніх послідовників Епікура. До 44 сувоїв визначені як твори Філодема. Зокрема, рукопис PHerc.Paris. 2 містить частину його праці «Про вади та чесноти».
Вважалося, що філософ-стоїк Хрісіпп написав понад 700 праць і усі вони втрачені, за винятком кількох фрагментів, цитованих іншими авторами. Однак серед папірусів знайдено фрагменти його творів «Про провидіння» та «Логічні питання»; як мінімум іще одна його праця може зберігатися на обвуглених сувоях.
У бібліотеці збереглись і частини поеми про битву при Акції.
У травні 2018 року повідомили, що фрагменти втраченої праці Історії Сенеки Старшого знайдені на сувої PHerc. 1067.
У лютому 2023 року антикознавець Річард Янко оголосив, що йому і команді Сілза за допомогою штучного інтелекту вдалося прочитати невелику частину одного сильно пошкодженого папірусу з Геркулануму, який ввжався нечитабельним. Текст виявився частиною втраченої праці про Александра Великого та діадохів.

## Галерея

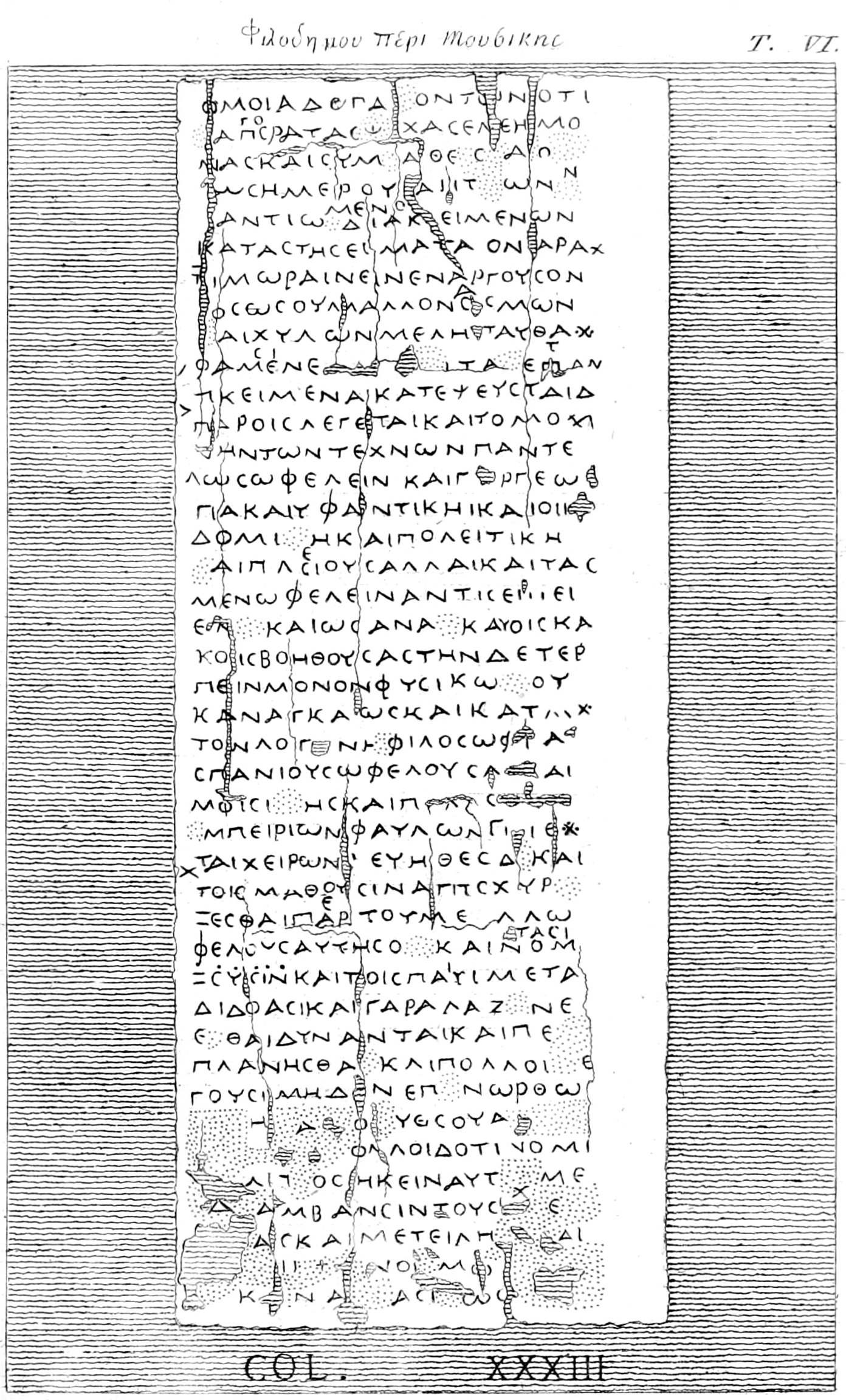
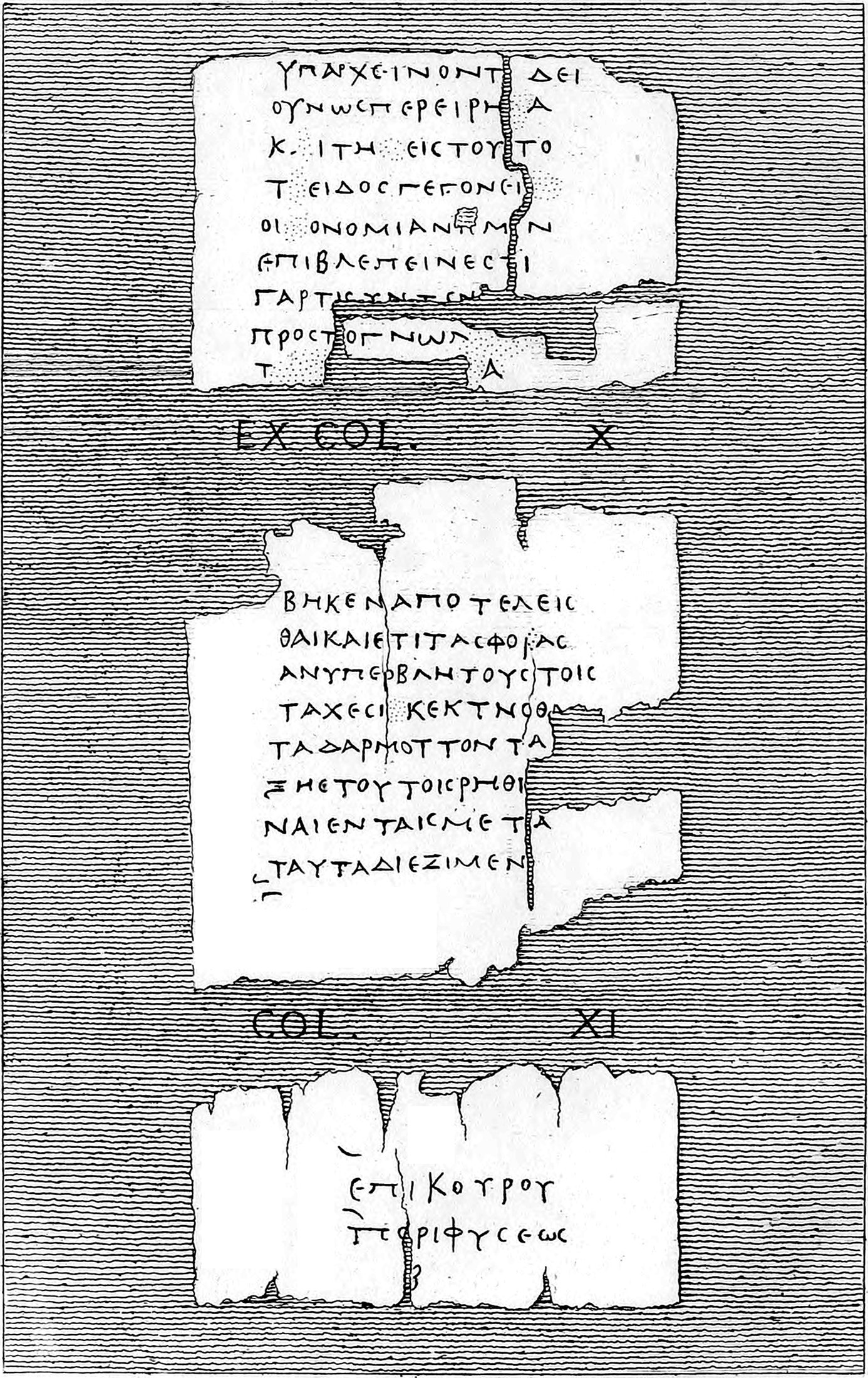
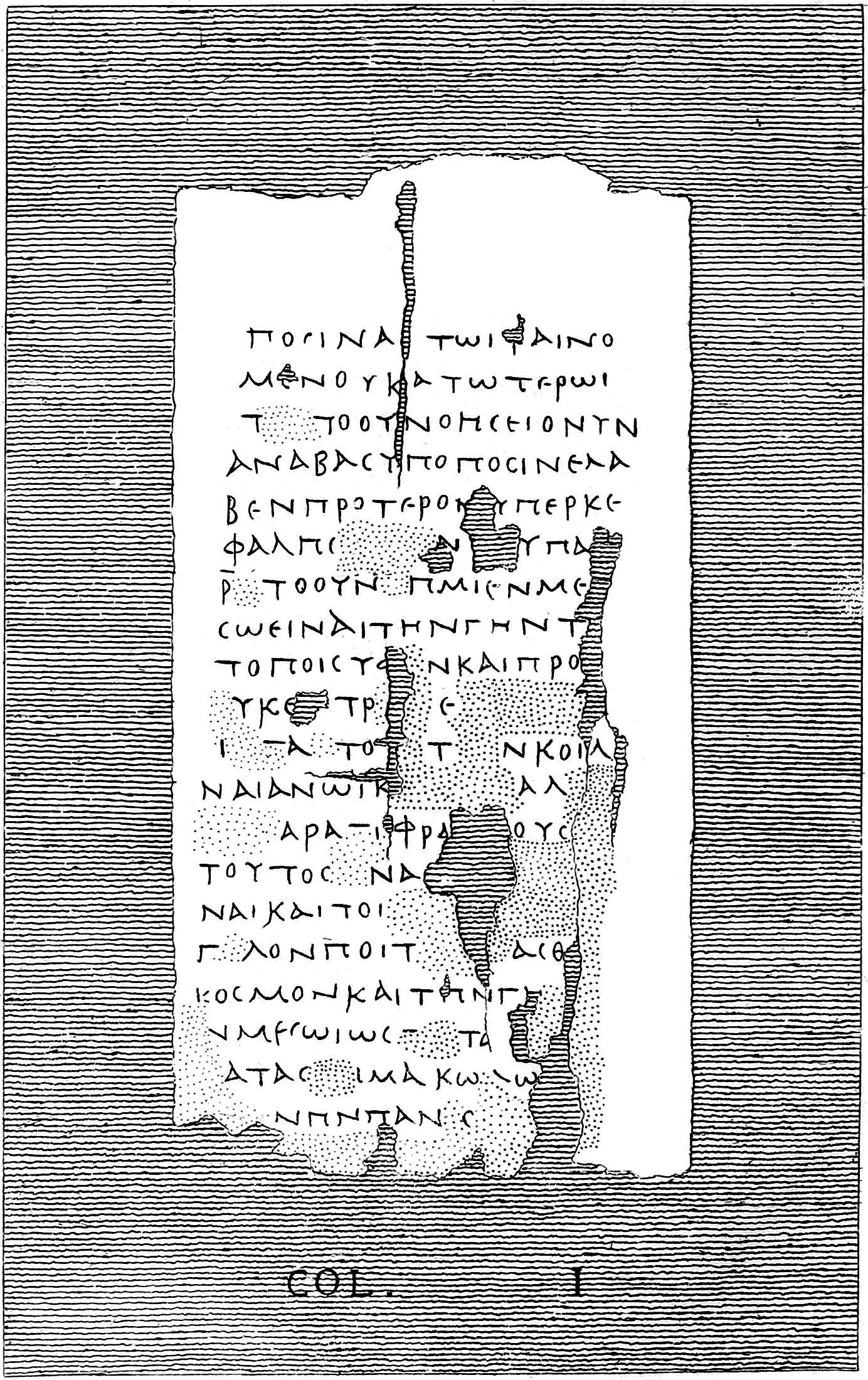
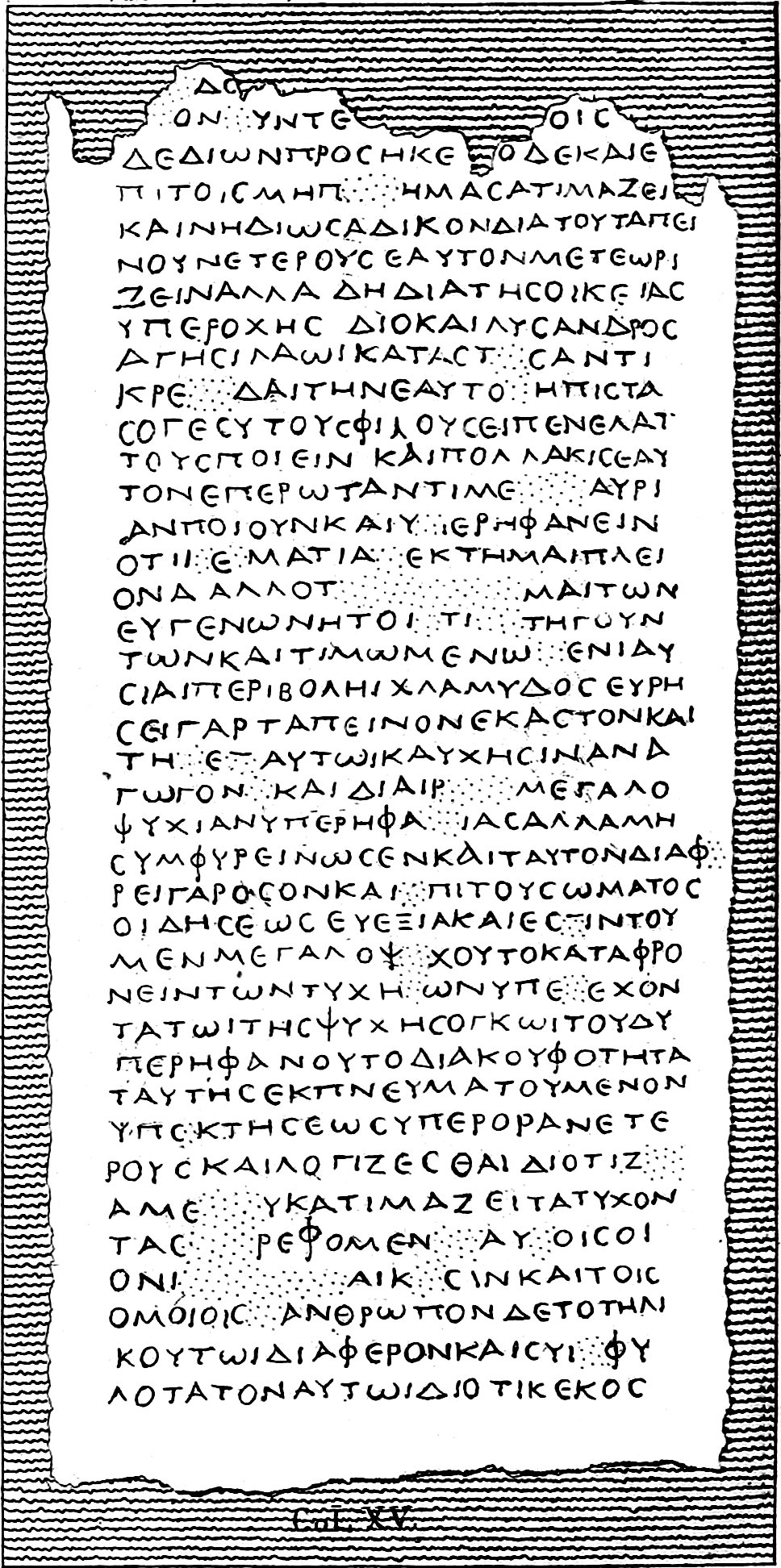
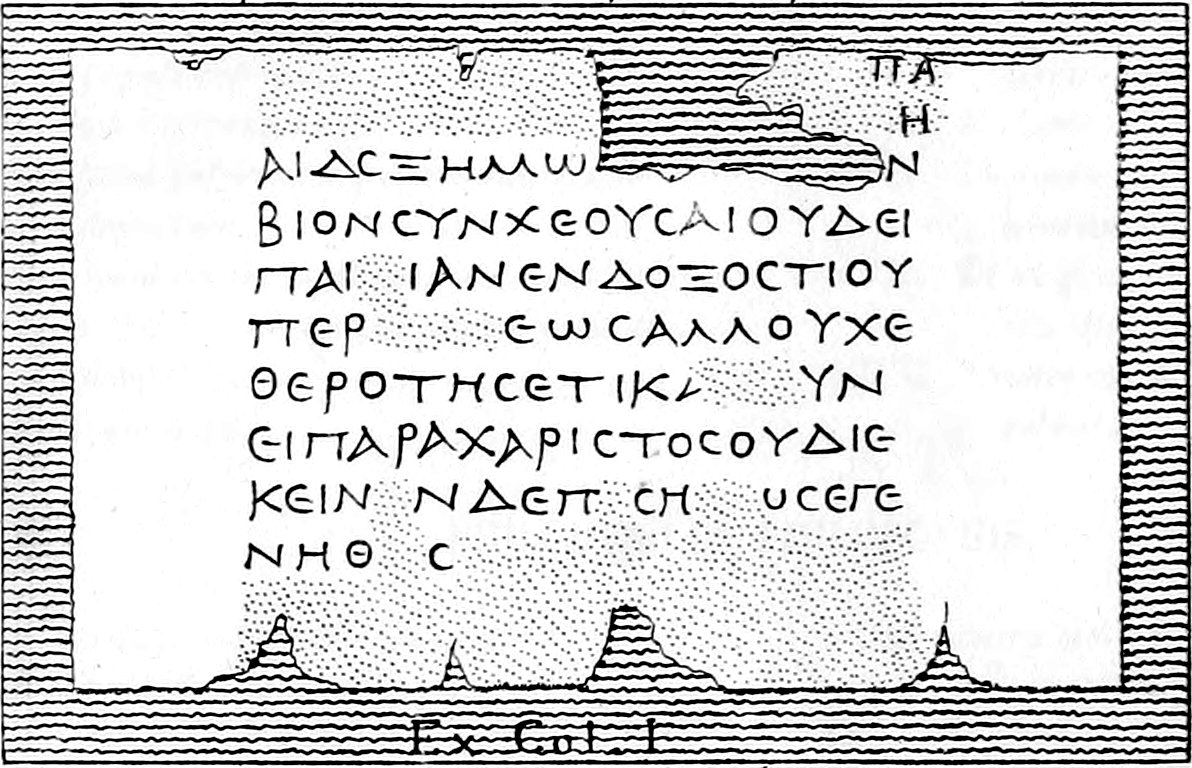
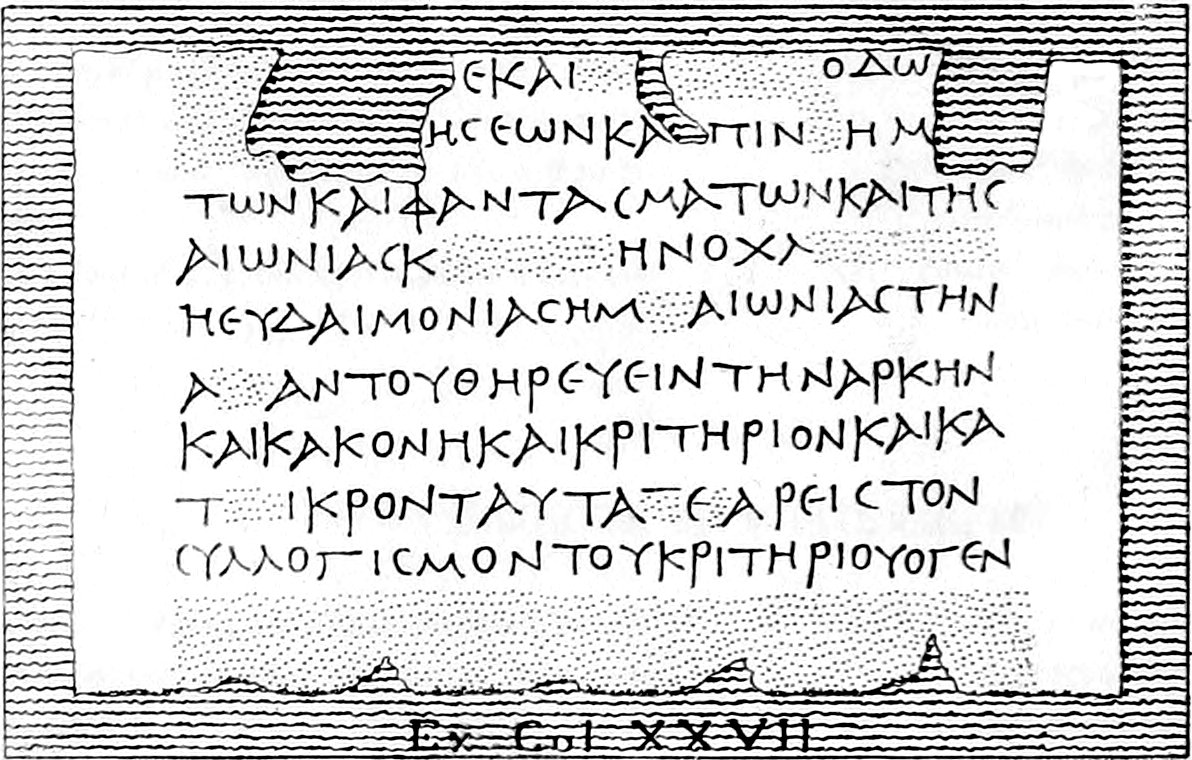
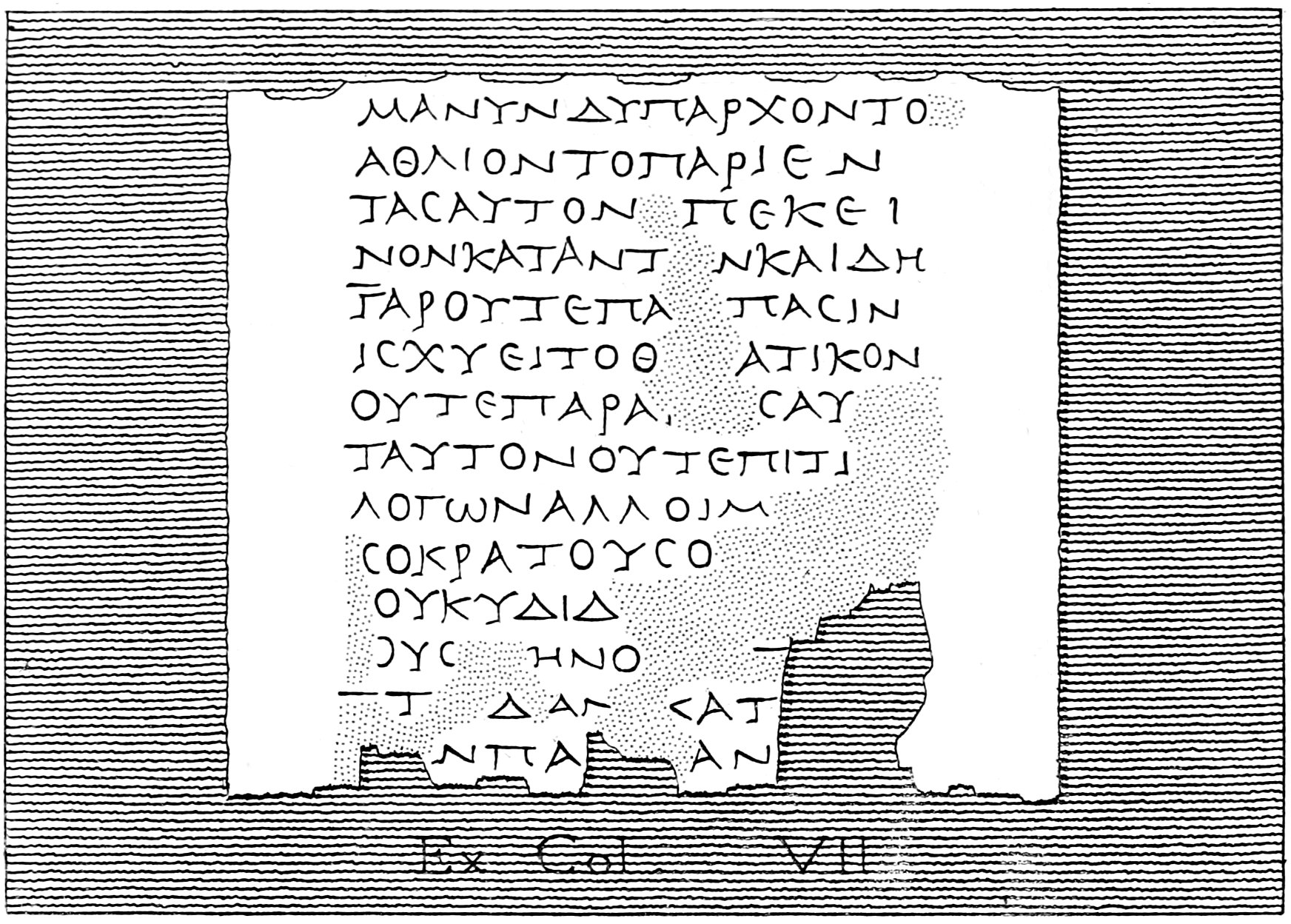
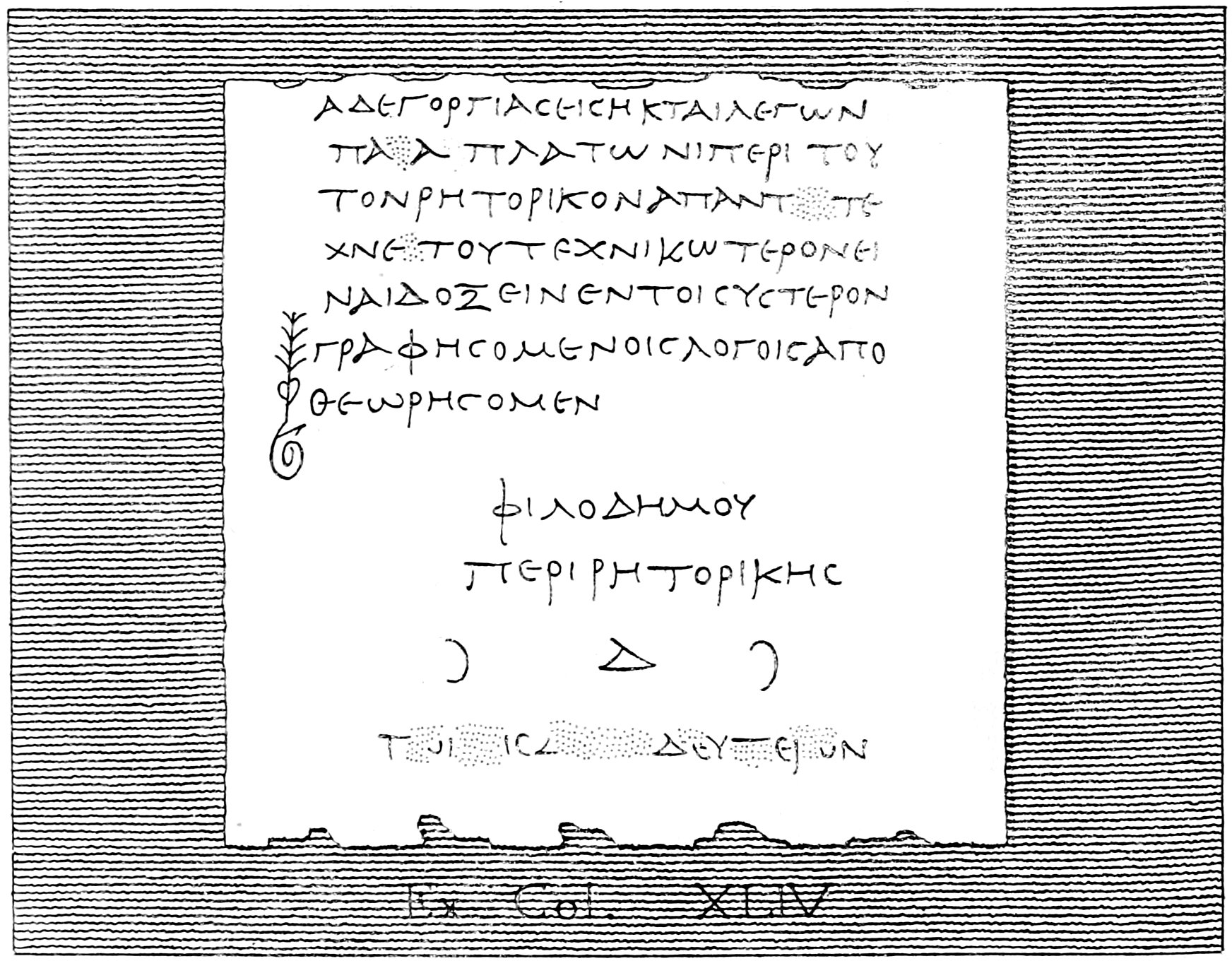

## Дивись також
- Давньогрецька література
- Ерколано
- Каїрська Геніза, скарб із юдейських стародавніх релігійних і світських документів, знайдений в Каєрі, Єгипет
- Дуньхуанські рукописи, аналогічні сховища стародавніх релігійних і світських документів на заході суч. Китаю
- Елефантинські папіруси та остраки, схожий скарб стародавніх релігійних і світських документів з Єгипту
- Папіруси Оксиринха
- Рукописи Томбукту